# Jiráskovy mlýny
Jiráskovy mlýny leží na pravém a levém břehu řeky Ohře v říčním km 54 v Lounech v okrese Louny.

## Historie
V roce 1469 město Louny postavilo na levém břehu řeky Ohře mlýn Hasák (také Hasačert). V dalším období byly postaveny další mlýny Režná a Šejdovna na pravém břehu Ohře , které měly tři vodní kola na spodní vodu. V roce 1632 byly mlýny zastaveny Janu Jakubu Juffeldovi. Po sjednocení těchto dvou mlýnů se v nich začalo mlít v roce 1607. Tyto mlýny zakoupil v dražbě v roce 1876 mlynář Jan Kostelník. Podle návrhů Jana Troníčka z Vinohrad byly mlýny přestavěny v novorenesančním stylu v roce 1880 a mlýn Šejdovna byl dostavěn v roce 1888. Novým vlastníkem Prvního lounského parního mlýna a krupárny byl Matěj Valenta, majitel prvního cukrovaru v Lounech. Mlýny byly vybaveny strojním zařízením od firmy Jan Prokopec z Vinohrad. V roce 1891 byl postaveno skladiště podle plánů stavitele Františka Záhenského z Loun.
Mlýn Hasák nebo také Umělecký parní mlýn a pekárna náležel od roku 1880 Františku Jiráskovi, který jej opravil a přestavěl podle plánů Františka Záhenského v historisujícím slohu.
V květnu 1895 mlýny Režná a Šejdovna vyhořely. Jejich trosky odkoupil František Jirásek za 81 500 zlatých, opravil je, vybavil moderním zařízením a sloučil pod mlýn Režná. Ve mlýně Hasák postavil pekárnu. V roce 1912 se stali vlastníky Jaroslav, Josef a Vlastimil Jiráskovi, jeho synové. V roce 1936 bylo k mlýnu přistavěno železobetonové obilní silo lounským stavitelem Františkem Hiekem. Betonový vzdouvací jez byl postaven v říčním km 54, sloužil oběma mlýnům, ve kterých byly namontovány Francisovy turbíny. U mlýnů byly i komíny, které se nedochovaly.
V roce 1947 byly mlýny znárodněny a začleněny pod národní podnik Západočeské mlýny a později pod Mlýny a těstárny Pardubice. V období 1950 až 1970 byly modernizovány. V roce 1992 v rámci restituce byly mlýny vráceny původním majitelům, kteří je převedli na společnost Jiráskův mlýn Louny, s. r. o. Od roku 2003 převzala mlýn Režná společnost MILLBA-CZECH, a. s. Mlýn s mlecí kapacitou 180 t pšenice za 24 hodin byl postupně modernizován. Dne 31. května 2021 společnost svou činnost ukončila a část zařízení odprodala firmě L. Klíma automatické mlýny Křesín-Libochovice.

## Data
Data pro rok 1930:
mlýn Režná:
- Francisova turbína,
- výkon 176 HP
- hltnost 13,16 m³/s
- spád 1,9 m

mlýn Hasák:
- Francisova turbína,
- výkon 56,7 HP
- hltnost 3,7 m³/s
- spád 1,9 m

Data malé vodní elektrárny (2012):
- celkový výkon 0,160 MW
- roční výroba 0,378 GWh
- Francisova turbína,
- výkon 160 kW
- hltnost 9,6 m³/s
- spád 1,85 m

jez bez propusti
- délka 42,2 m
- výška 1,85 m

## Galerie

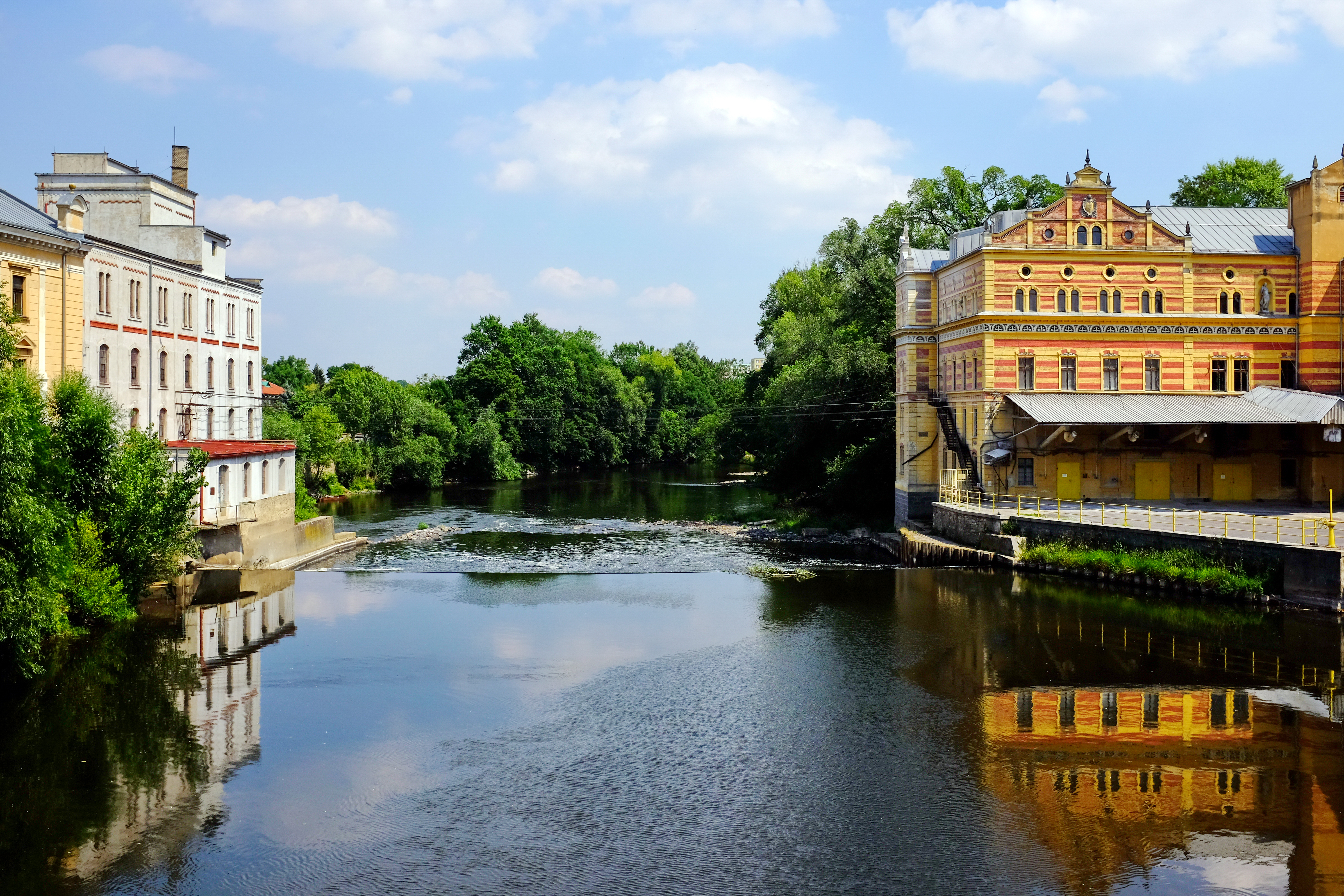
Jiráskovy mlýny, vlevo Hasák a vpravo Režná
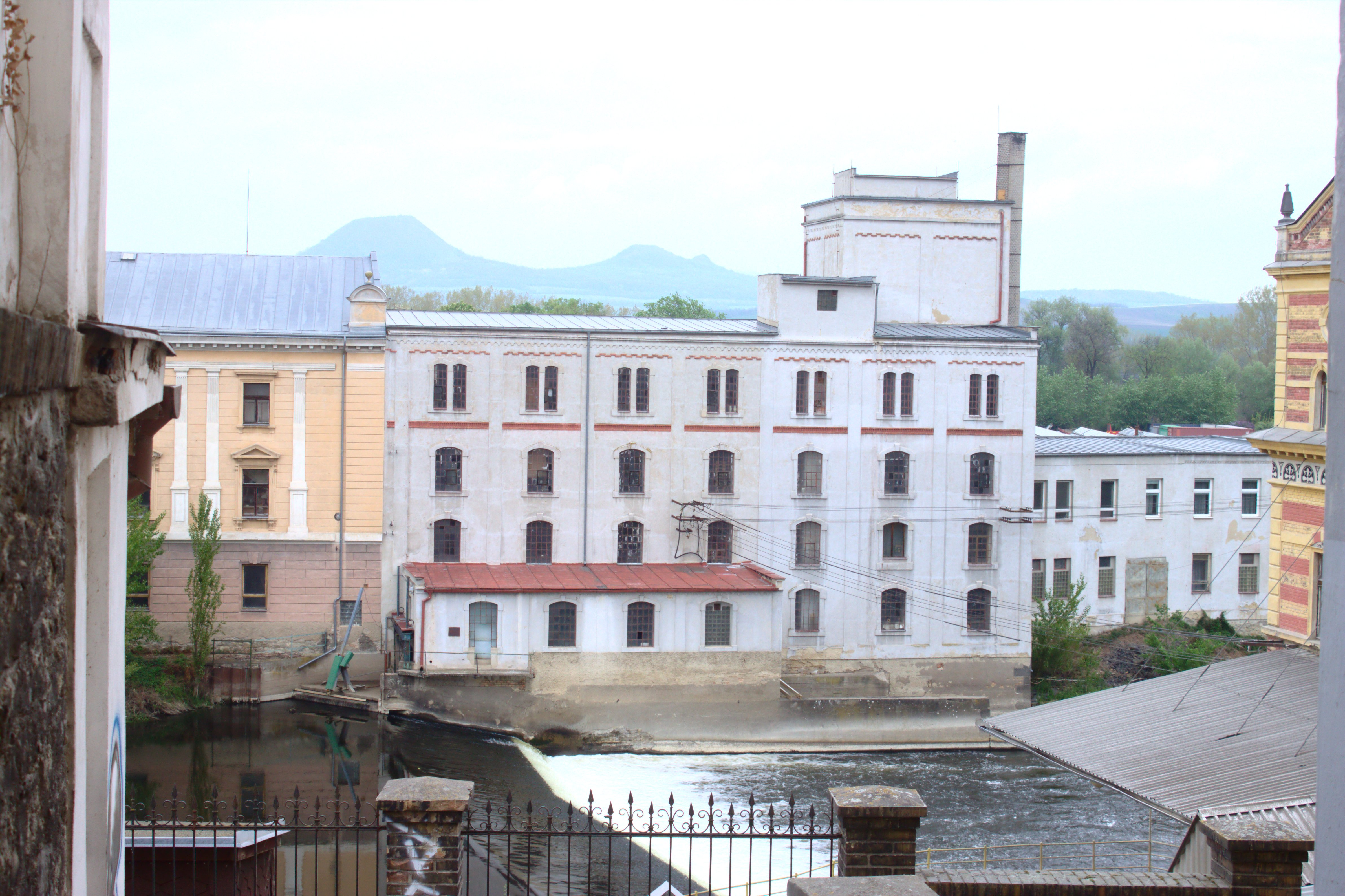
Jez a mlýn Hasák
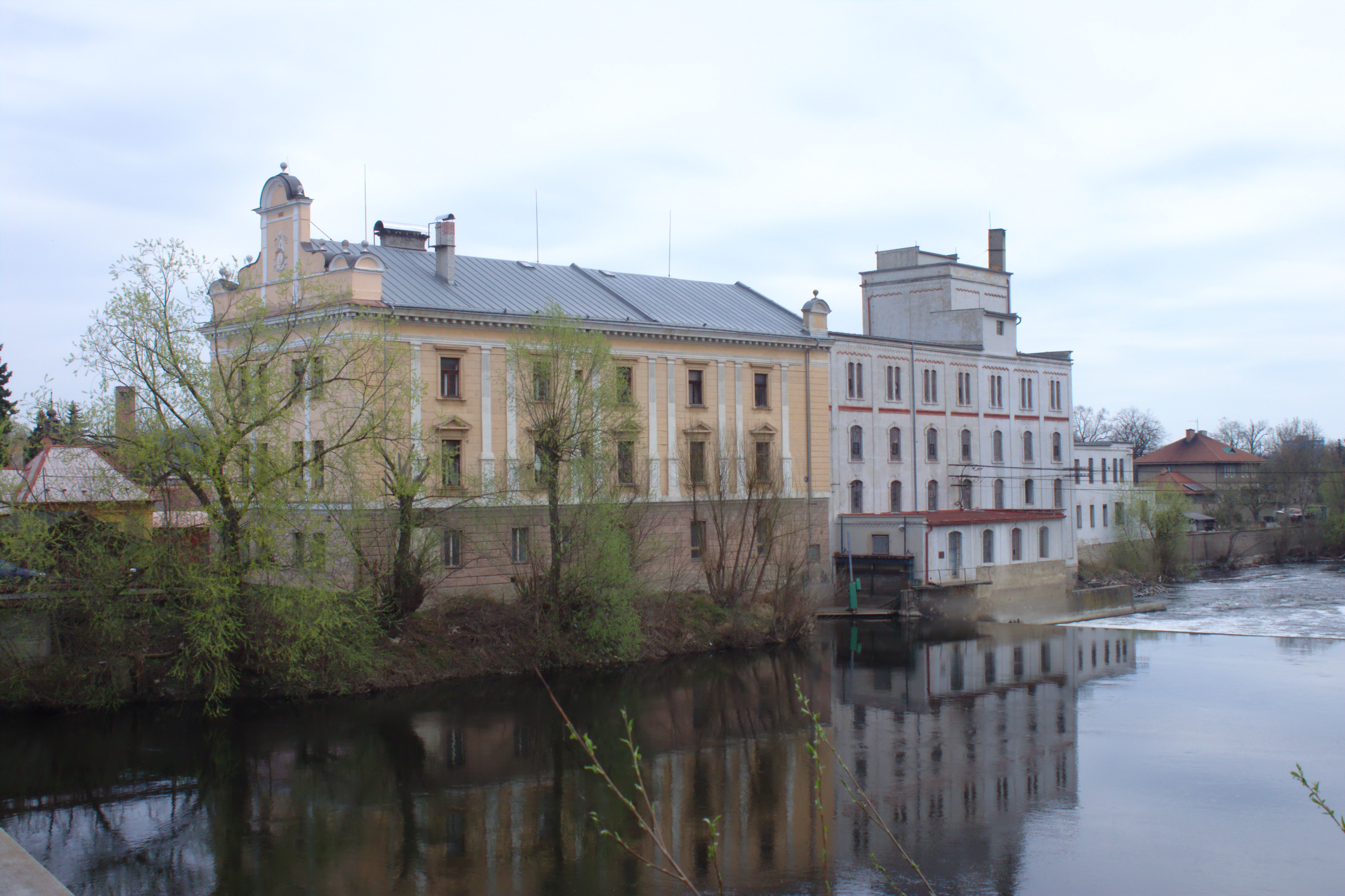
Mlýn Hasák
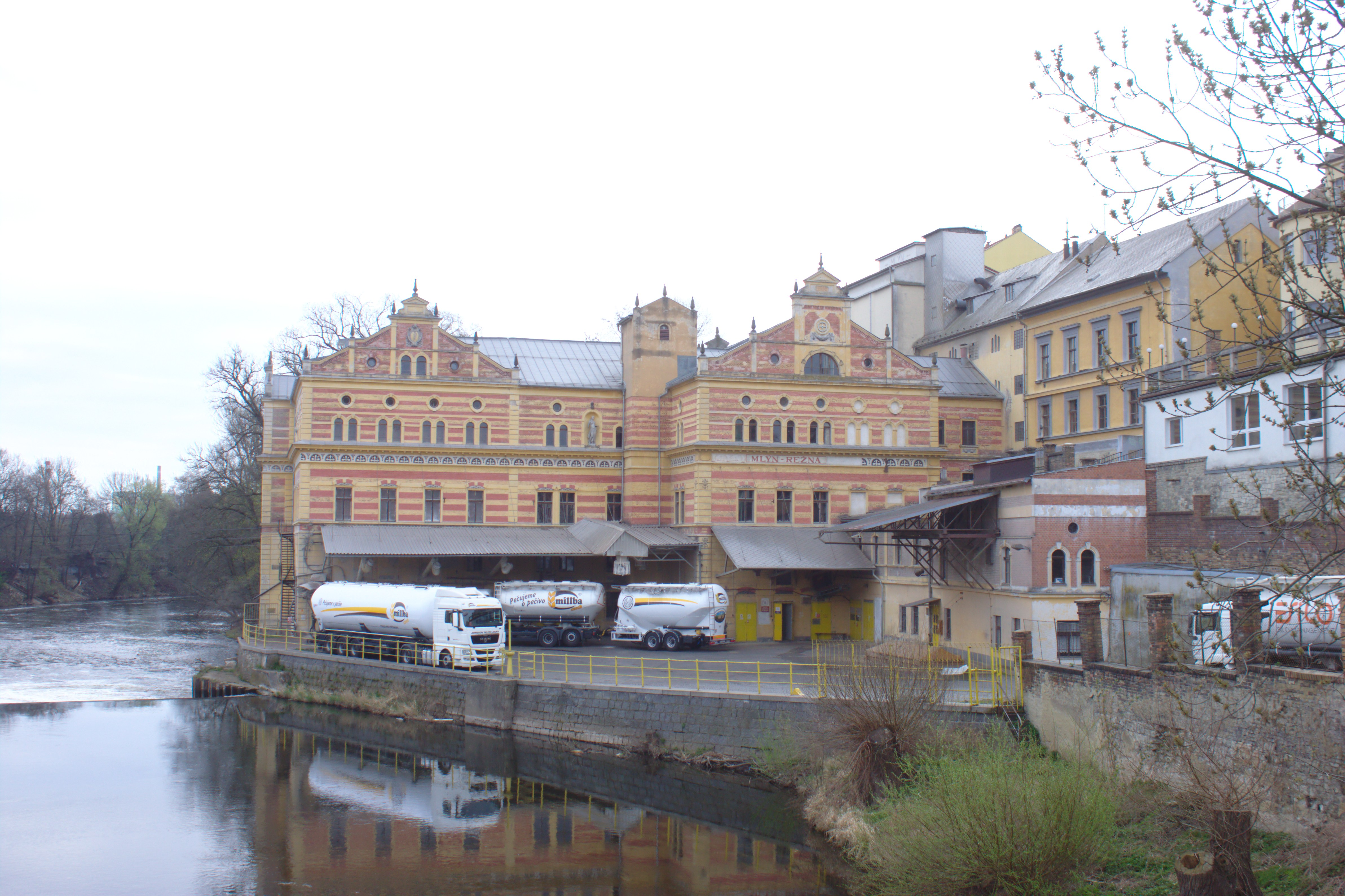
Mlýn Režná
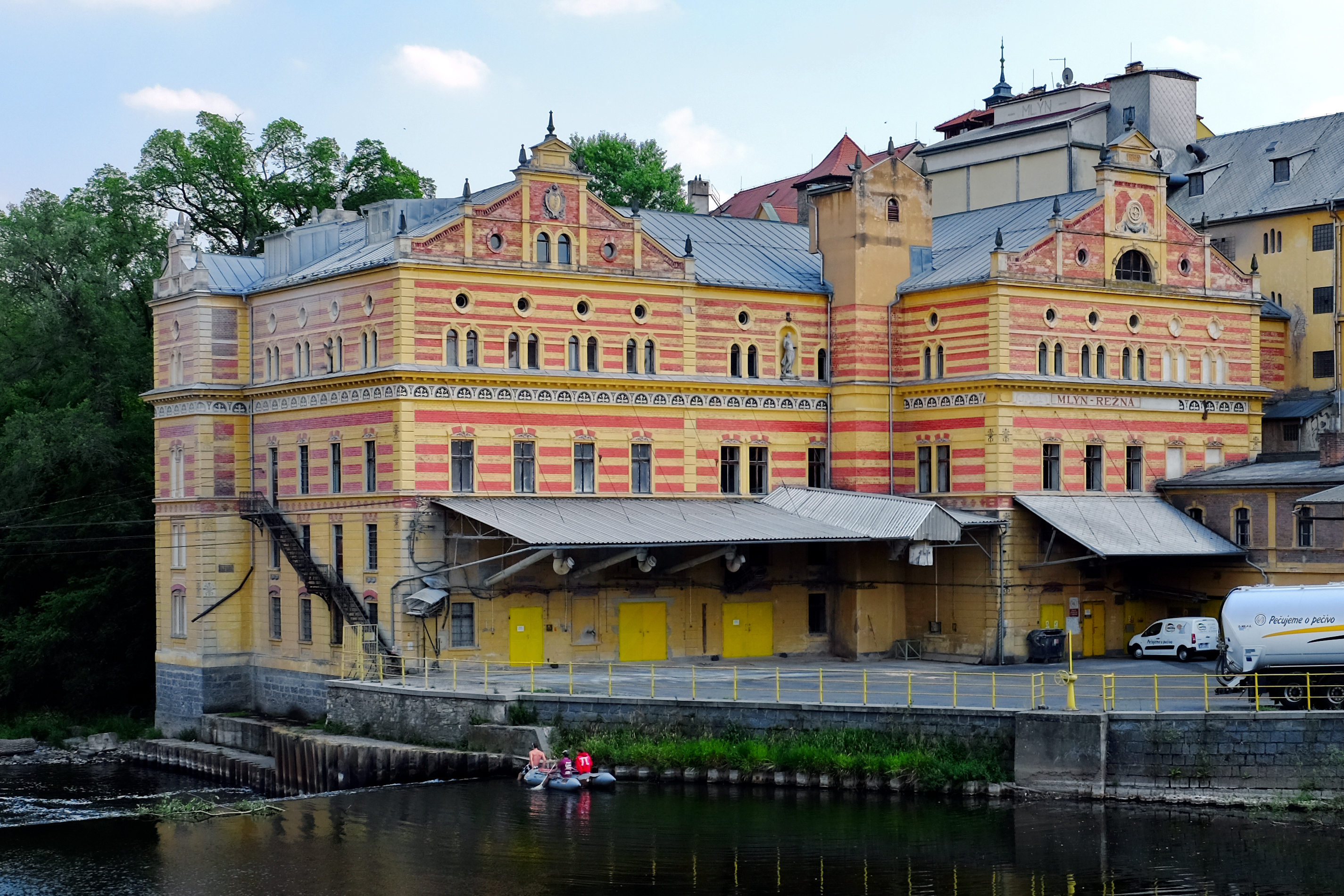
Mlýn Režná
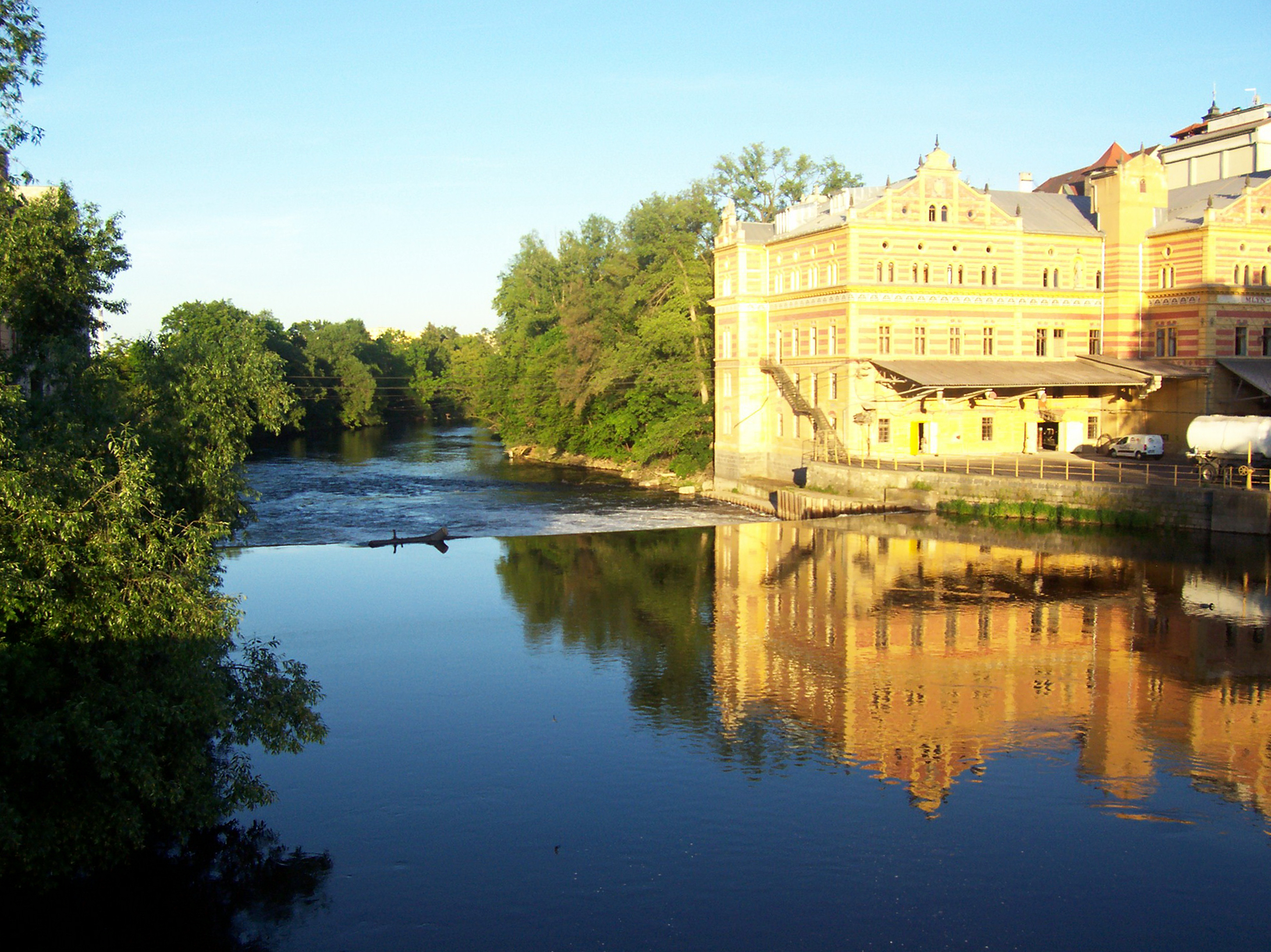
Jez